# 社会民主党 (ブラジル、1945年結成)
社会民主党（しゃかいみんしゅとう、ポルトガル語: Partido Social Democrático, PSD）は、1945年から1965年にかけて存在していたブラジルの政党。この党は、ジェトゥリオ・ヴァルガスが彼の新国家 (Estado Novo) を複数政党制にしていく過程で生まれた。PSD は中道政党でありヴァルガスを支持する運動の中では、比較的保守的な部分を代表していた。ヴァルガスを支持していたもう一つの政党は、ブラジル労働党 (PTB)であった。
1945年から1964年にかけての民主化が進んだ時期において、PSD は最も重要なブラジルの政党であり、1945年にはエウリコ・ガスパル・ドゥトラを、1955年にはジュセリーノ・クビチェックを大統領に当選させた。軍部独裁が始まった1964年のクーデター以降は、他のすべての政党ともども、解体再編を強いられた。
この党は、国内でも開発が遅れていた地方を拠点とする地方エリート層の強力なネットワークに依存していた。ジェトゥリオ・ヴァルガス政権が任命した執行部が、この党を支配しており、国家機構の中にもしっかりと食い込んでいた。この党は、イデオロギー的には穏健で、中道であったと考えている学者たちもいるが、保守的であったとする者もいる。
連邦議会下院における PSD の議席数は、1945年における 52.8% から徐々に低下し続け、1962年には 28.9% まで下がっていた。1963年の時点では、かつての PSD にとっては取るに足らない反対勢力でしかなかった労働党 (PTB) が、PSD 以上の議席を持っていた。PSD党内の一部の派閥は、PTB 党員で、1961年にジャニオ・クアドロス大統領が辞任した後に、副大統領から大統領となったジョアン・グラールについて、左翼的に過ぎるとして反対する姿勢をとった。このため彼らは、1964年4月1日の軍事クーデターを支持し、政権転覆の成功に重要な貢献をすることとなった。
この1964年のクーデターによって樹立されたブラジルの軍事独裁政権下では。指導者たちのほとんどを含むPSDの大部分は、唯一の合法的野党として再編されたブラジル民主運動 (Movimento Democrático Brasileiro, MDB) に合流した。PSD右派の一部は、政権与党の国家革新同盟 (Aliança Renovadora Nacional, ARENA) に加わった。

## 後年における同名の政党
独裁体制が終わって政党が自由化された後にも社会民主党を名乗る政党が現れた。
1987年にはブラジル中部から西部にかけての非都市地域を拠点とし、右翼の土地所有者たちが組織する地方民主同盟 (União Democrática Ruralista) の指導者ロナルド・カイアードが率いていた社会民主党 (ブラジル、1987年結成)が登場したが、選挙で目立った成果を上げることはなかった。
1988年にはブラジル社会民主党 (PSDB) が結成され、1989年に政党登録が承認された（政党登録番号 45）。
また、2011年にはジルベルト・カッサブを党首とする社会民主党 (ブラジル、2011年結成) (PSD) の政党登録が承認された（政党登録番号 55）。